# Parawintrebertia
Parawintrebertia is een geslacht van rechtvleugeligen uit de familie Euschmidtiidae. De wetenschappelijke naam van dit geslacht is voor het eerst geldig gepubliceerd in 1965 door Descamps & Wintrebert.

## Soorten
Het geslacht Parawintrebertia omvat de volgende soorten:
- Parawintrebertia armata Descamps & Wintrebert, 1965
- Parawintrebertia discreta Descamps, 1964
- Parawintrebertia gigantea Descamps, 1964
- Parawintrebertia pauliani Descamps, 1964
- Parawintrebertia polychroma Descamps, 1971